# Karol Benedykt Kautzki
Karol Benedykt Kautzki (ur. 21 marca 1881 w Zagórzu, zm. 12 maja 1955 w Płocku) – polski nauczyciel, polityk, poseł na Sejm II kadencji (1928-1930) w II RP.

## Życiorys
Urodził się 21 marca 1881 w Zagórzu lub w Nowym Zagórzu. Był synem Karola i Petroneli z domu Obary. Był wyznania rzymskokatolickiego. W 1902 zdał egzamin dojrzałości w C. K. Gimnazjum Wyższym w Nowym Sączu. Podczas nauki szkolnej w 1899–1900 działał w tajnej organizacji uczniowskiej. Studiował na Uniwersytecie Jagiellońskim w Krakowie i Franciszkańskim we Lwowie. Został nauczycielem i pracował od 24 września 1906. W 1909 jako zastępca nauczyciela języka polskiego był zatrudniony w I Gimnazjum w Kołomyi i wówczas przebywał na urlopie. W drugiej połowie 1910 został przeniesiony z Gimnazjum z polskim językiem wykładowym w Kołomyi do tamtejszego gimnazjum z ruskim językiem wykładowym, a stamtąd w drugiej połowie 1912 do Gimnazjum w Brzozowie i pracował tam w kolejnych latach. Działał w Towarzystwie Szkoły Ludowej, w 1909 został wybrany członkiem zarządu koła TSL w Kołomyi. Był drużynowym tworzącego się harcerstwa w Brzozowie (1913–1914) i równocześnie pracownikiem Związku Strzeleckiego.
W niepodległej II Rzeczypospolitej był dyrektorem Prywatnego Gimnazjum Koedukacyjnego w Grybowie. W 1926 był nauczycielem III Państwowego Gimnazjum im. Adama Mickiewicza w Tarnowie, a ponadto uczył wówczas w tamtejszym I Prywatnym Gimnazjum Żeńskim Sióstr Urszulanek. W latach 30. był profesorem polonistą I Państwowego Gimnazjum im. Kazimierza Brodzińskiego w Tarnowie, także wykładającym uzupełniająco w II tarnowskim gimnazjum.
Był politykiem Polskiego Stronnictwa Ludowego „Piast” i kandydował z jego listy do Sejmu w wyborach z 1922 w okręgu nr 45 (Tarnów). Był wydawcą tygodników o charakterze ludowym pod nazwą „Lud Polski” w Tarnowie od 1922 do 1924 oraz „Chłop Polski” w Krakowie od 1927 do 1929. Został wybrany posłem na Sejm RP II kadencji (1928-1930) z ramienia BBWR w okręgu nr 46 Jasło.
Po zajęciu Tarnowa przez wojska niemieckie podczas II wojny światowej we wrześniu 1939 i ustanowieniu okupacji niemieckiej podpisał tam volkslistę.
Zmarł 12 maja 1955 w Płocku.